# Mimótopo
Um mimótopo é uma macromolécula, geralmente um péptido, que simula a estrutura dum epítopo dum antígeno. Devido a tal similitude causa uma resposta aos anticorpos similar à obtida pelo epítopo. Um anticorpo específico para um determinado epítopo de um antígeno reconhecerá também o mimótopo que imita esse mesmo epítopo. Os mimótopos geralmente são obtidos a partir de livrarias de phage display (técnica sobre a qual se estudam as interacção entre proteínas e ADN dos bacteriófagos para correlacionar as proteínas com a informação genética que as codifica) pelo processo de biopanning (técnica para seleccionar péptidos que se ligam a um determinado alvo). Estão a ser desenvolvidas vacinas que utilizam mimótopos.
O termo mimótopo foi cunhado por Mario Geysen em 1986, e foi utilizado para descrever péptidos que simulavam um epítopo. Porém, este conceito foi-se alargando para referir-se também a péptidos que imitam todo o tipo de pontos de ligação. Por imitarem os sítios de união, a análise de mimótopos foi muito utilizada para mapear epítopos, identificar alvos de drogas e inferir as redes de interacções de proteínas. Além disso, os mimótopos apresentam um enorme potencial no desenvolvimento de novos diagnósticos, terapêuticas e vacinas. Além disso, as especiais afinidades mediadas pelos mimótopos para vários semicondutores e outros materiais mostraram ser muito prometedoras nos estudos de novos materiais e novas energias. Portanto, é interessante reunir a informação sobre mimótopos em bases de dados especiais. Em 2010, apareceu a base de dados MimoDB version 1.0, que tinha 10.716 péptidos agrupados em 1.229 conjuntos. Estes péptidos foram extraídos de resultados de biopanning de bibliotecas pépídicas aleatórias a partir da técnica de phage-displayed e publicadas em 571 trabalhos. A base de dados MimoDB foi depois actualizada à versão 2.0, na qual existem 15.633 péptidos recolhidos de 849 trabalhos publicados, que se agruparam em 1.818 conjuntos. Entretanto, a partir dos dados dos experimentos de biopanning e dos seus resultados, também se pôde incluir uma ampla informação de base sobre alvos, moldes, livrarias e estruturas. Também se compilou um ponto de referência (ou estandarte de comparação, benchmark) para que os bioinformáticos possam desenvolver e avaliar os seus novos modelos, algoritmos e programas. A base de dados MimoDB proporciona ferramentas para investigações avançadas e simples, visualização de estruturas, BLAST (algoritmo para comparar sequências) e alinhamentos vistos sobre a mosca. Os biólogos experimentais podem utilizar facilmente a base de dados como um controlo virtual para excluir possíveis péptidos não relacionados com o alvo. A base de dados MimoDB  encontra-se disponível sem restrições.